# چشمان سیاه (فیلم ۱۹۳۵)
چشمان سیاه (انگلیسی: Dark Eyes) یک فیلم در ژانر درام به کارگردانی ویکتور تورژانسکی است که در سال ۱۹۳۵ منتشر شد.

## بازیگران
- هری باور
- ماکس ژان
- ژان-پیر آمون
- ماکس ماکسودیان
- پیر لابری
- ریموند آیموس
- سیمون سیمون
- ویوین رومنس